# Niesporczaki
Niesporczaki (Tardigrada) – typ pospolitych, bardzo małych zwierząt bezkręgowych, zaliczanych do pierwoustych (Protostomia). Zasiedlają rozmaite siedliska, głównie środowiska wodne lub wilgotne. Znanych jest ok. 1500 gatunków niesporczaków. 
Długość ich ciała waha się w przedziale 0,05–1,2 mm, kształtu walcowatego, ze słabo wyodrębnioną głową i 4 parami nieczłonowanych tułowiowych odnóży, zakończonych pazurkami lub przylgami. Ciało pokryte delikatnym oskórkiem, który na grzbiecie i po bokach ciała ma często zgrubienia w postaci granulacji. Przezroczyste, bezbarwne, a jeśli są zabarwione, wynika to z koloru pokarmu, jaki spożywają. Mięśnie gładkie i poprzecznie prążkowane. Jama ciała mieszana typu miksocel. Mogą wejść w stan kryptobiozy (stan spoczynku wywołany wystąpieniem niekorzystnych warunków środowiska, który jest przerywany natychmiast po ustaniu panowania niekorzystnych warunków) na każdym etapie ich cyklu życia, zarówno w stadium jaja, jak i osobnika dorosłego. Istnieje kilka form kryptobiozy wśród niesporczaków: anhydrobioza, kryobioza, anoksybioza i osmobioza. 
Niektóre gatunki niesporczaków przeżyły ekspozycję na promieniowanie kosmiczne.
Nazwa naukowa pochodzi od określenia Tardigrado – „wolno kroczący”, nawiązującego do ich sposobu poruszania się.

## Budowa
Układ pokarmowy

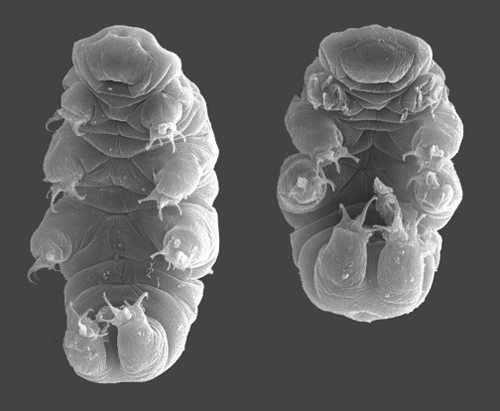
Hypsibius dujardini pod mikroskopem SEM

W przedniej części gardzieli mają sztylety służące do nakłuwania liści i pokarmu. Gardziel pełni funkcję pompy ssącej. Dalej znajduje się krótki przełyk, a za nim entodermalne jelito środkowe, bez dodatkowych gruczołów trawiących, krótkie ektodermalne jelito tylne zakończone odbytem, znajdującym się pomiędzy ostatnią parą odnóży.
Układ wydalniczy
Funkcje wydalnicze pełnią cewki Malpighiego, występujące na granicy jelita środkowego i tylnego, choć nie u wszystkich niesporczaków. U niektórych funkcje wydalnicze pełnią też gruczoły ślinowe i komórki jelita środkowego.
Układ nerwowy
Układ ten jest segmentowany i składa się ze zwoju nadprzełykowego, obrączki okołoprzełykowej i zwoju podprzełykowego oraz 4 zwojów brzusznych. Narządami zmysłu są szczecinki i plamki oczne, czerwono lub czarno pigmentowane.
Układ rozrodczy
Nieparzyste, woreczkowate gonady znajdują się po stronie brzusznej. Przewody wyprowadzające gonad u samic są nieparzyste, a u samców – parzyste i mogą one uchodzić oddzielnie lub do otworu odbytowego i wówczas tworzy się kloaka.

### Układ krwionośny i układ oddechowy
Niesporczaki nie posiadają układu krwionośnego i układu oddechowego.

## Rozmnażanie i jaja niesporczaków
Niesporczaki to zwierzęta rozdzielnopłciowe lub hermafrodytyczne. U niektórych występuje wyraźny dymorfizm płciowy, a u wielu gatunków brak samca (wówczas stwierdza się partenogenezę). 
Zapłodnienie wewnętrzne lub zewnętrzne. Są jajorodne, a jaja składają do wylinek lub wolno. Jaja otacza dodatkowa osłonka, tzw. chorion. Chorion często jest charakterystycznie urzeźbiony, co umożliwia identyfikację gatunków na podstawie wyglądu i sposobu złożenia jaja.
Rodzaje jaj u poszczególnych grup niesporczaków:
- morskie Heterotardigrada: gładkie, lepkie jaja składane wolno
- lądowe Heterotardigrada: gładkie jaja składane do wylinki
- Eutardigrada: gładkie jaja składane do wylinki lub ornamentowane (pokryte wyrostkami) składane wolno

## Rozwój i linienie
Niesporczaki przechodzą rozwój prosty - formy młodociane są podobne do form dorosłych, różnią się rozmiarem, niedrożną gonadą i liczbą pazurków. Rozwój prosty trwa kilka-kilkadziesiąt dni. W jego trakcie niesporczaki przechodzą linienie (występuje od 2 do 7 linień). 
Proces linienia zaczyna się od usunięcia wyściółki kutykularnej z jelita przedniego i gardzieli przez otwór gębowy, co doprowadza do stanu simplex stage - fałdy kutykuli blokują otwór gębowy, co uniemożliwia niesaporczakowi pobieranie pokarmu. W tym czasie tworzy się nowa kutykula pokrywająca ciało zwierzęcia. Kiedy jest ona gotowa, niesporczak wychodzi ze starej kutykuli, czyli wylinki (exuvium), poprzez wydrążenie w niej otworu z przodu.
Zrzucone wylinki mają ponowne wykorzystanie. Mogą zostać w nich złożone jaja, wtedy exuvia stanowi dla nich dodatkową ochronę. U słodkowodnych Eutardigrada wylinka z jajami pozostaje przyczepiona do ciała samicy, co umożliwia transport jaj. Exuvium może zostać wykorzystane jako miejsce zapłodnienia zewnętrznego - mała przestrzeń zwiększa szansę na trafienie plemników na komórki jajowe pozostawione w środku. Podczas encystacji osobnik kurczy się w wylince, która ciemnieje i tworzy ochronną osłonkę.

## Kryptobioza (anabioza)
Niesporczaki wykształciły zdolność do kryptobiozy (anabiozy), która umożliwia przetrwanie ekstremalnych, niekorzystnych warunków.  W stanie anabiozy mogą przetrwać w temperaturach od prawie zera absolutnego aż do 150°C. Znoszą 1000 razy silniejsze promieniowanie jonizujące niż jakiekolwiek inne zwierzę, ciśnienie 6000 atmosfer, potrafią również przetrwać ponad 100 lat bez wody (anhydrobioza). Zdolności do przetrwania tak ekstremalnych warunków skłoniły naukowców do wysłania niesporczaków w kosmos – są one w stanie przetrwać w przestrzeni kosmicznej. Organizmy te są również w stanie znieść niezwykłe stężenia soli. Zespół naukowców z Kent zidentyfikował także ich górną granicę przetrwania podczas wystrzelenia zamrożonych próbek niesporczaków z lekkiego pistoletu gazowego w piasek. Zmierzono prędkość uderzenia i ciśnienie uderzeniowe, przy których są w stanie przeżyć. Przy prędkości uderzenia 2621 km/h przeżyło 100% niesporczaków, podczas gdy około 60% przetrwało uderzenia do 2970 km/h.